# Servizio navale della Guardia di Finanza
Il Servizio navale della Guardia di Finanza è un servizio della Guardia di Finanza che ha lo scopo di contrastare il contrabbando marittimo, i traffici illeciti e garantire l'ordine e la sicurezza pubblica mediante l'esplorazione navale. Uno dei principali obiettivi di questo comparto è il contrasto al grande traffico internazionale di droga, esercita inoltre le funzioni di polizia economica e finanziaria in mare.

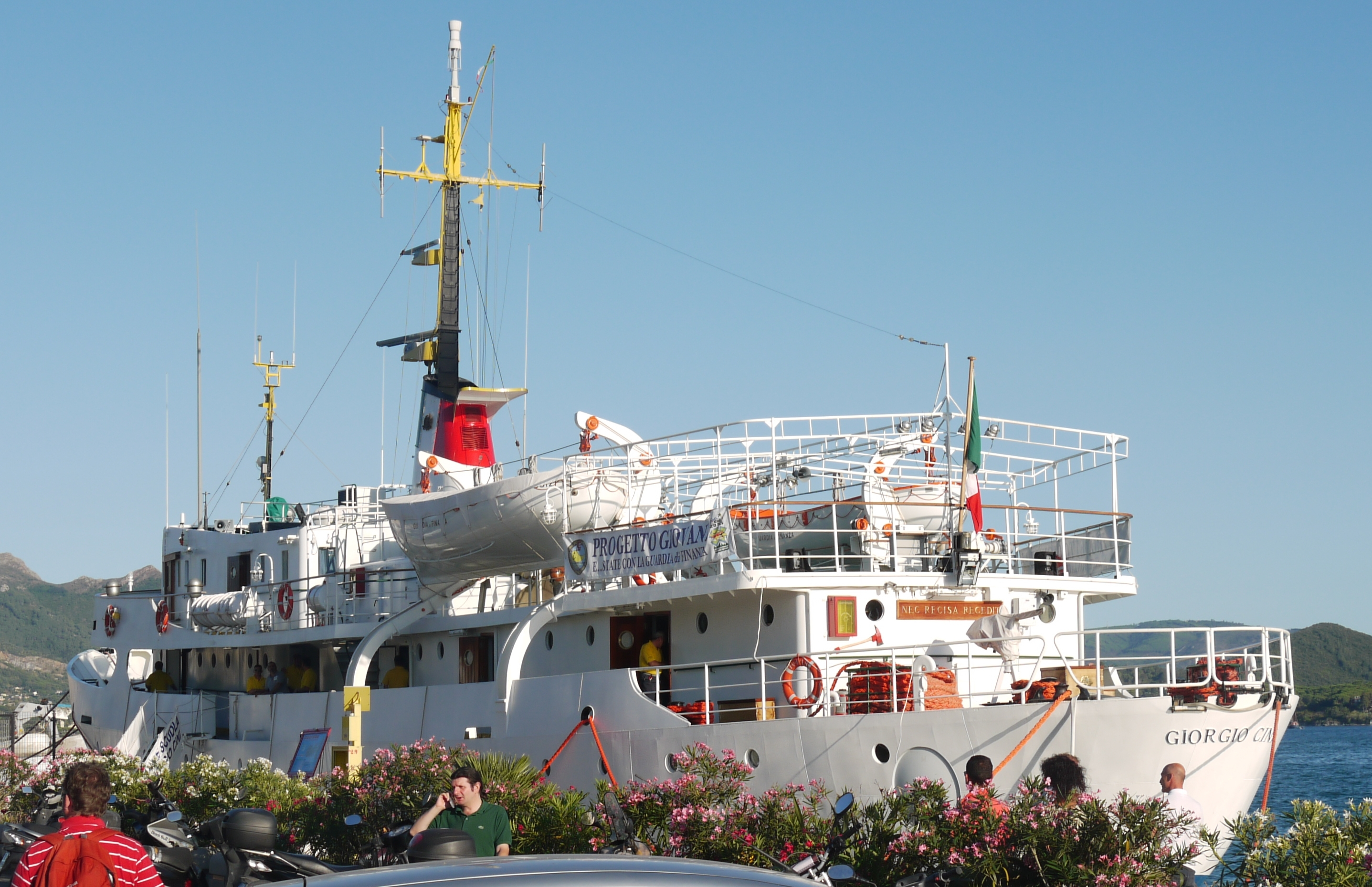
La nave scuola Giorgio Cini

È integrato nel Comando Operativo Aeronavale (COAN), con sinergia tra componente navale e componente aerea (Servizio aereo della Guardia di Finanza).
Dipende dal Comando Aeronavale Centrale Roma.
Il Corpo dispone di 16 stazioni navali, 41 sezioni operative navali e 3 stazioni navali di Manovra dislocate su tutto il territorio costiero nazionale. I mezzi navali ammontano a 407 unità.

## Storia
Le prime unità navali della Guardia di Finanza infatti furono, già alla fine del XIX secolo, delle torpediniere classe ‘'Euterpe'’, (classificate come torpediniere costiere di IV classe) acquistate dalla Regia Marina dai cantieri Thrnycroft di Londra nel 1883, e cedute al corpo per la vigilanza doganale..
Alla fine della prima guerra mondiale fu costituita la ‘'Flottiglia Costiera” di Trieste, mentre nel 1926 fu costituita la scuola navale a Pola, nel 1948 trasferita a Gaeta.
Dalla seconda metà degli anni 50, si intensificò la vigilanza in mare operata con l'utilizzo di unità similari a quelle contrabbandiere, e quindi sempre più potenti e veloci, da quel momento integrata dalla vigilanza aerea. In soli 5 anni, tra il 1969 e il 1973, la Guardia di Finanza sequestrò complessivamente 81 navi, 42 motopescherecci, 51 motobarche e ben 150 motoscafi di contrabbandieri.
Nel 2001 è stato istituito,  con i nuovi compiti della Guardia di Finanza, il Comando operativo Aeronavale del Corpo, e nel 2006 il servizio è stato suddiviso in due componenti operative: quella alturiera (forza di proiezione) e quella costiera/regionale.
La Scuola Nautica di Gaeta, provvede alla formazione degli allievi finanzieri destinati al contingente mare, nonché all’aggiornamento ed alla specializzazione di ufficiali, ispettori, sovrintendenti e finanzieri impiegati nel servizio navale. Il Centro navale di Formia  assolve le funzioni di supporto tecnico, logistico e amministrativo riferite al comparto navale.
Il servizio navale ha anche una componente subacquea, addestrata al COMSUBIN, e dipendente dalle stazioni navali.
Il Corpo ha aderito al Forum delle funzioni europee di guardia costiera (European Coast Guard Function Forum – ECGFF), un’associazione che riunisce i responsabili dei servizi di guardia costiera ed equiparati dei Paesi membri dell’Unione Europea e del Trattato di Schengen.
Alla fine del 2016 ha assorbito il Servizio navale dell'Arma dei Carabinieri, il Servizio nautico del Corpo forestale dello Stato e le
squadre nautiche della Polizia.

## Funzioni

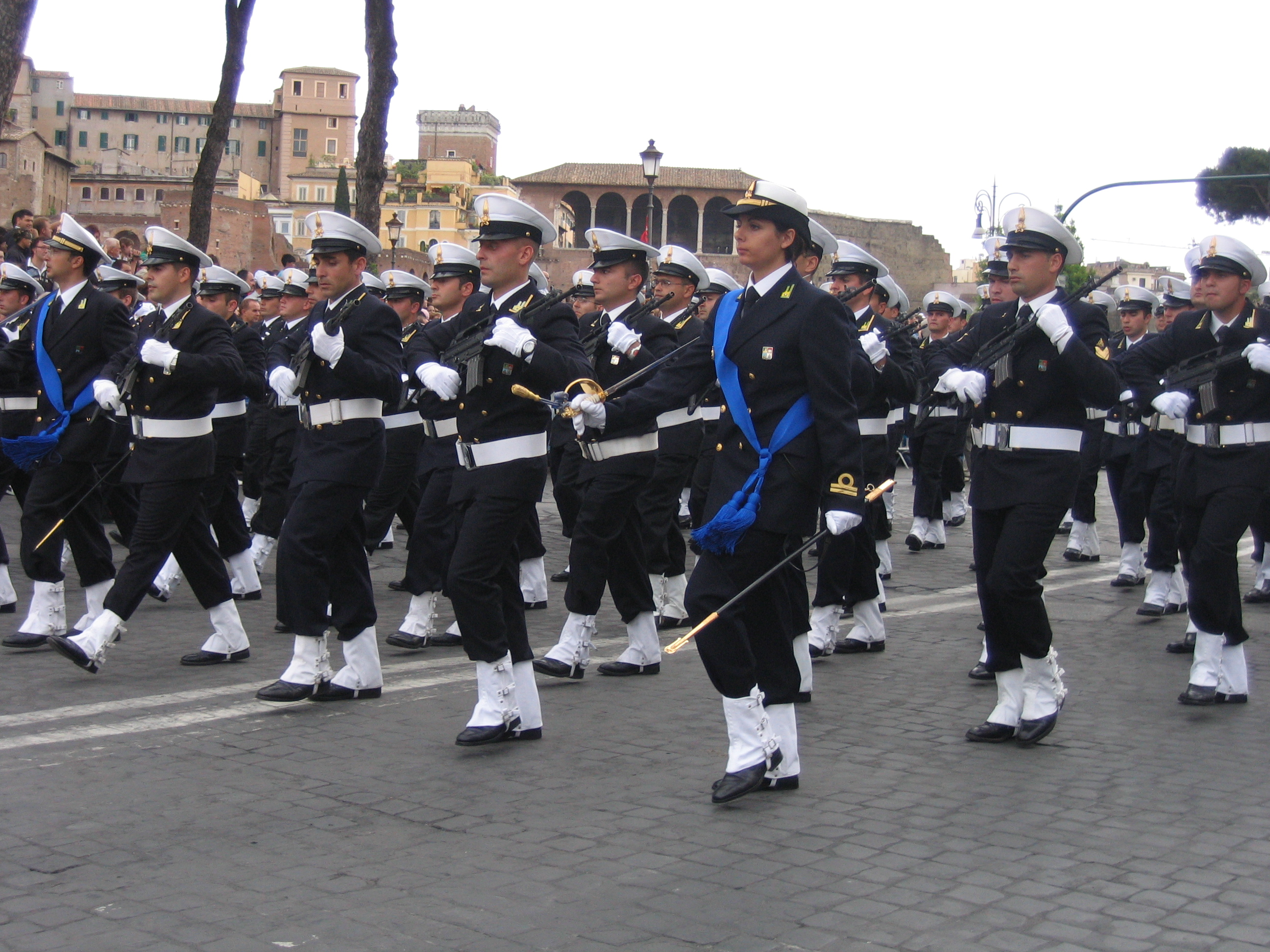
Personale del Servizio navale

Ha la funzione di contrasto al contrabbando, del traffico di stupefacenti, dell'immigrazione clandestina mediante l'esplorazione navale. Il D. Lgs 68/2001 ha attribuito la funzione di esercitare in mare, in via esclusiva, le funzioni di polizia economica e finanziaria, nonché l’attività di contrasto ai traffici illeciti. Svolge inoltre attività di controllo del territorio, del mare e della portualità e di pattugliamento marittimo. In ambito della difesa, concorre all’allarme e al primo intervento alle frontiere marittime, alla vigilanza e alla difesa costiera, a terra ed in mare, e al controllo del traffico mercantile.

### Assorbimento funzioni navali delle altre forze di polizia
Con il decreto legislativo n. 177/2016 entrato in vigore il 13 settembre 2016 vengono soppresse le squadre nautiche della Polizia di Stato, i siti navali dell'Arma dei carabinieri e del Corpo forestale dello Stato e, a far data dal 1º gennaio 2017, i relativi mezzi trasferiti alla Guardia di finanza a cui viene demandata tutta la sicurezza in mare.

## Personale
Il personale è quello del cosiddetto ramo mare delle Fiamme gialle, che inquadra il personale specializzato prevalentemente impiegato nel Servizio navale. Questa ripartizione, che si realizza in due percorsi professionali diversi (terra e mare), seppure paralleli, a partire dall'arruolamento, e ha una sua ragion d'essere nella storia del Corpo.

## Naviglio operativo della Guardia di finanza

### Pattugliatori
| Distintivo ottico | Nome             | Immagine | Classe                              | Anno di costruzione | Cantiere navale di costruzione   | Dislocamento | Lunghezza | Velocità in nodi | Note                         |
| ----------------- | ---------------- | -------- | ----------------------------------- | ------------------- | -------------------------------- | ------------ | --------- | ---------------- | ---------------------------- |
| P.V.10            | Tenente Petrucci |          | Classe Petrucci                     | 2021                | Effebi - Viareggio Italia        | 201 t        | 44 m      | 45               | Altre 6 unità in costruzione |
| P 01              | Monte Sperone    |          | Classe Monte Sperone o classe Monti | 2014                | Cantiere Navale Vittoria - Adria | 460 t        | 58 m      | 30               |                              |
| P 02              | Monte Cimone     |          | Classe Monte Sperone o classe Monti | 2014                | Cantiere Navale Vittoria - Adria | 460 t        | 58 m      | 30               |                              |
| P 04              | Osum             | 2022     | Classe Monte Sperone o classe Monti | 500 t               | Cantiere Navale Vittoria - Adria | 60 m         |           |                  |                              |
| P 03              | Denaro           |          | Classe Zara                         | 1998                | Fincantieri                      | 320 t        | 51 m      | 35               |                              |

### Guardacoste
| Distintivo ottico | Nome                          | Immagine                               | Classe                                                | Anno di costruzione    | Cantiere navale di costruzione                                          | Dislocamento | Lunghezza | Velocità in nodi |
| ----------------- | ----------------------------- | -------------------------------------- | ----------------------------------------------------- | ---------------------- | ----------------------------------------------------------------------- | ------------ | --------- | ---------------- |
| G.200             | Buratti                       |                                        | Classe Buratti (23 unità)                             | 2007                   | Intermarine di Sarzana - Rodriguez, Messina - Effebi - Viareggio Italia | 55 t         | 22 m      | 30               |
| G.201             | Generale De Ianni             | 2008                                   | Classe Buratti (23 unità)                             |                        | Intermarine di Sarzana - Rodriguez, Messina - Effebi - Viareggio Italia | 55 t         | 22 m      | 30               |
| G.202             | Appuntato Salerno             | 2008                                   | Classe Buratti (23 unità)                             |                        | Intermarine di Sarzana - Rodriguez, Messina - Effebi - Viareggio Italia | 55 t         | 22 m      | 30               |
| G.203             | Colonnello Rossi              | 2008                                   | Classe Buratti (23 unità)                             |                        | Intermarine di Sarzana - Rodriguez, Messina - Effebi - Viareggio Italia | 55 t         | 22 m      | 30               |
| G.204             | Finanziere Garulli            | 2008                                   | Classe Buratti (23 unità)                             |                        | Intermarine di Sarzana - Rodriguez, Messina - Effebi - Viareggio Italia | 55 t         | 22 m      | 30               |
| G.205             | Finanziere Sanges             | 2011                                   | Classe Buratti (23 unità)                             |                        | Intermarine di Sarzana - Rodriguez, Messina - Effebi - Viareggio Italia | 55 t         | 22 m      | 30               |
| G.206             | Finanziere Corrias            | 2011                                   | Classe Buratti (23 unità)                             |                        | Intermarine di Sarzana - Rodriguez, Messina - Effebi - Viareggio Italia | 55 t         | 22 m      | 30               |
| G.207             | Maresciallo Cortile           | 2011                                   | Classe Buratti (23 unità)                             |                        | Intermarine di Sarzana - Rodriguez, Messina - Effebi - Viareggio Italia | 55 t         | 22 m      | 30               |
| G.208             | Maresciallo Casotti           | 2011                                   | Classe Buratti (23 unità)                             |                        | Intermarine di Sarzana - Rodriguez, Messina - Effebi - Viareggio Italia | 55 t         | 22 m      | 30               |
| G.209             | Brigadiere Prata              | 2011                                   | Classe Buratti (23 unità)                             |                        | Intermarine di Sarzana - Rodriguez, Messina - Effebi - Viareggio Italia | 55 t         | 22 m      | 30               |
| G.210             | Finanziere Marra              | 2011                                   | Classe Buratti (23 unità)                             |                        | Intermarine di Sarzana - Rodriguez, Messina - Effebi - Viareggio Italia | 55 t         | 22 m      | 30               |
| G.211             | Appuntato Gottardi            | 2011                                   | Classe Buratti (23 unità)                             |                        | Intermarine di Sarzana - Rodriguez, Messina - Effebi - Viareggio Italia | 55 t         | 22 m      | 30               |
| G.212             | Finanziere Lapiccirella       | 2011                                   | Classe Buratti (23 unità)                             |                        | Intermarine di Sarzana - Rodriguez, Messina - Effebi - Viareggio Italia | 55 t         | 22 m      | 30               |
| G.213             | Finanziere Perissinotto       | 2012                                   | Classe Buratti (23 unità)                             |                        | Intermarine di Sarzana - Rodriguez, Messina - Effebi - Viareggio Italia | 55 t         | 22 m      | 30               |
| G.214             | Finanziere Rocca              |                                        | Classe Buratti (23 unità)                             |                        | Intermarine di Sarzana - Rodriguez, Messina - Effebi - Viareggio Italia | 55 t         | 22 m      | 30               |
| G.215             | Finanziere Bertoldi           |                                        | Classe Buratti (23 unità)                             |                        | Intermarine di Sarzana - Rodriguez, Messina - Effebi - Viareggio Italia | 55 t         | 22 m      | 30               |
| G.216             | Finanziere Verdecchia         |                                        | Classe Buratti (23 unità)                             |                        | Intermarine di Sarzana - Rodriguez, Messina - Effebi - Viareggio Italia | 55 t         | 22 m      | 30               |
| G.217             | Finanziere De Santis          |                                        | Classe Buratti (23 unità)                             |                        | Intermarine di Sarzana - Rodriguez, Messina - Effebi - Viareggio Italia | 55 t         | 22 m      | 30               |
| G.218             | Maresciallo Piccinni Leopardi |                                        | Classe Buratti (23 unità)                             |                        | Intermarine di Sarzana - Rodriguez, Messina - Effebi - Viareggio Italia | 55 t         | 22 m      | 30               |
| G.219             | Finanziere Bianco             |                                        | Classe Buratti (23 unità)                             |                        | Intermarine di Sarzana - Rodriguez, Messina - Effebi - Viareggio Italia | 55 t         | 22 m      | 30               |
| G.220             | Finanziare Starace            | 2015                                   | Classe Buratti (23 unità)                             |                        | Intermarine di Sarzana - Rodriguez, Messina - Effebi - Viareggio Italia | 55 t         | 22 m      | 30               |
| G.221             | Capitano Cultrona             | 2015                                   | Classe Buratti (23 unità)                             |                        | Intermarine di Sarzana - Rodriguez, Messina - Effebi - Viareggio Italia | 55 t         | 22 m      | 30               |
| G.222             | Sottotenente Benvenuti        | 2015                                   | Classe Buratti (23 unità)                             |                        | Intermarine di Sarzana - Rodriguez, Messina - Effebi - Viareggio Italia | 55 t         | 22 m      | 30               |
| G.1               | Mazzei                        |                                        | Classe Mazzei IV Serie (2 unità) (Unità Addestrative) | 1998                   | Intermarine di Sarzana                                                  | 116 t        | 35,5 m    | 38               |
| G.2               | Vaccaro                       |                                        | Classe Mazzei IV Serie (2 unità) (Unità Addestrative) | 1998                   | Intermarine di Sarzana                                                  | 116 t        | 35,5 m    | 38               |
| G.3               | Di Bartolo                    | Classe Mazzei V Serie (5 unità)        | 2003                                                  | 134 t                  | Intermarine di Sarzana                                                  | 35           | 35,5 m    |                  |
| G.4               | Avallone                      | Classe Mazzei V Serie (5 unità)        | 2004                                                  | 134 t                  | Intermarine di Sarzana                                                  | 35           | 35,5 m    |                  |
| G.5               | Oltramonti                    | Classe Mazzei V Serie (5 unità)        | 2004                                                  | 134 t                  | Intermarine di Sarzana                                                  | 35           | 35,5 m    |                  |
| G.6               | Barbarisi                     | Classe Mazzei V Serie (5 unità)        | 2007                                                  | 134 t                  | Intermarine di Sarzana                                                  | 35           | 35,5 m    |                  |
| G.7               | Paolini                       | Classe Mazzei V Serie (5 unità)        | 2007                                                  | 134 t                  | Intermarine di Sarzana                                                  | 35           | 35,5 m    |                  |
| G.8               | Greco                         | Classe Mazzei VII Serie (2 unità)      | 2008                                                  | 137 t                  | Intermarine di Sarzana                                                  | 35           | 36,5 m    |                  |
| G.9               | Cinus                         | Classe Mazzei VII Serie (2 unità)      | 2008                                                  | 137 t                  | Intermarine di Sarzana                                                  | 35           | 36,5 m    |                  |
| G.78              | Ottonelli                     |                                        | Classe Bigliani III Serie (4 unità)                   | 1996                   | Intermarine di Sarzana                                                  | 95 t         | 27 m      | 43               |
| G.79              | Barletta                      |                                        | Classe Bigliani III Serie (4 unità)                   | 1996                   | Intermarine di Sarzana                                                  | 95 t         | 27 m      | 43               |
| G.88              | La Malfa                      | 1997                                   | Classe Bigliani III Serie (4 unità)                   |                        | Intermarine di Sarzana                                                  | 95 t         | 27 m      | 43               |
| G.89              | Rosati                        | 1997                                   | Classe Bigliani III Serie (4 unità)                   |                        | Intermarine di Sarzana                                                  | 95 t         | 27 m      | 43               |
| G.116             | Laganà                        | Classe Bigliani VI Serie (10 unità)    | 2004                                                  | Intermarine di Sarzana | 95 t                                                                    | 27 m         | 43        |                  |
| G.117             | Sanna                         | Classe Bigliani VI Serie (10 unità)    | 2004                                                  | Intermarine di Sarzana | 95 t                                                                    | 27 m         | 43        |                  |
| G.118             | Inzucchi                      | Classe Bigliani VI Serie (10 unità)    | 2004                                                  | Intermarine di Sarzana | 95 t                                                                    | 27 m         | 43        |                  |
| G.119             | Vitali                        | Classe Bigliani VI Serie (10 unità)    | 2005                                                  | Intermarine di Sarzana | 95 t                                                                    | 27 m         | 43        |                  |
| G.120             | Calabrese                     | Classe Bigliani VI Serie (10 unità)    | 2005                                                  | Intermarine di Sarzana | 95 t                                                                    | 27 m         | 43        |                  |
| G.121             | Urso                          | Classe Bigliani VI Serie (10 unità)    | 2006                                                  | Intermarine di Sarzana | 95 t                                                                    | 27 m         | 43        |                  |
| G.122             | La Spina                      | Classe Bigliani VI Serie (10 unità)    | 2006                                                  | Intermarine di Sarzana | 95 t                                                                    | 27 m         | 43        |                  |
| G.123             | Salone                        | Classe Bigliani VI Serie (10 unità)    | 2006                                                  | Intermarine di Sarzana | 95 t                                                                    | 27 m         | 43        |                  |
| G.124             | Cavatorto                     | Classe Bigliani VI Serie (10 unità)    | 2006                                                  | Intermarine di Sarzana | 95 t                                                                    | 27 m         | 43        |                  |
| G.125             | Fusco                         | Classe Bigliani VI Serie (10 unità)    | 2006                                                  | Intermarine di Sarzana | 95 t                                                                    | 27 m         | 43        |                  |
| G.126             | Salvatore De Rosa             | Classe Bigliani VIII Serie (5 unità)   | 2009                                                  | Intermarine di Sarzana | 98,97 t                                                                 | 28.2 m       | 40        |                  |
| G.127             | Finanziere Zoccola            | Classe Bigliani VIII Serie (5 unità)   | 2010                                                  | Intermarine di Sarzana | 98,97 t                                                                 | 28.2 m       | 40        |                  |
| G.128             | Vicebrigadiere Stanisci       | Classe Bigliani VIII Serie (5 unità)   | 2010                                                  | Intermarine di Sarzana | 98,97 t                                                                 | 28.2 m       | 40        |                  |
| G.129             | Vicebrigadiere Sottile        | Classe Bigliani VIII Serie (5 unità)   | 2010                                                  | Intermarine di Sarzana | 98,97 t                                                                 | 28.2 m       | 40        |                  |
| G.130             | Vicebrigadiere De Falco       | Classe Bigliani VIII Serie (5 unità)   | 2010                                                  | Intermarine di Sarzana | 98,97 t                                                                 | 28.2 m       | 40        |                  |
| G.92              | Alberti                       |                                        | Classe Corrubia Seconda serie (11 unità)              | tra il 1995/1997       | Cantieri Navali del Golfo di Gaeta - Intermarine di Sarzana.            | 94 t         | 26.8 m    | 43               |
| G.93              | Angelini                      |                                        | Classe Corrubia Seconda serie (11 unità)              | tra il 1995/1997       | Cantieri Navali del Golfo di Gaeta - Intermarine di Sarzana.            | 94 t         | 26.8 m    | 43               |
| G.95              | Ciorlieri                     |                                        | Classe Corrubia Seconda serie (11 unità)              | tra il 1995/1997       | Cantieri Navali del Golfo di Gaeta - Intermarine di Sarzana.            | 94 t         | 26.8 m    | 43               |
| G.96              | D'Amato                       |                                        | Classe Corrubia Seconda serie (11 unità)              | tra il 1995/1997       | Cantieri Navali del Golfo di Gaeta - Intermarine di Sarzana.            | 94 t         | 26.8 m    | 43               |
| G.97              | Fais                          |                                        | Classe Corrubia Seconda serie (11 unità)              | tra il 1995/1997       | Cantieri Navali del Golfo di Gaeta - Intermarine di Sarzana.            | 94 t         | 26.8 m    | 43               |
| G.98              | Feliciani                     |                                        | Classe Corrubia Seconda serie (11 unità)              | tra il 1995/1997       | Cantieri Navali del Golfo di Gaeta - Intermarine di Sarzana.            | 94 t         | 26.8 m    | 43               |
| G.99              | Garzone                       |                                        | Classe Corrubia Seconda serie (11 unità)              | tra il 1995/1997       | Cantieri Navali del Golfo di Gaeta - Intermarine di Sarzana.            | 94 t         | 26.8 m    | 43               |
| G.100             | Lippi                         |                                        | Classe Corrubia Seconda serie (11 unità)              | tra il 1995/1997       | Cantieri Navali del Golfo di Gaeta - Intermarine di Sarzana.            | 94 t         | 26.8 m    | 43               |
| G.101             | Lombardi                      |                                        | Classe Corrubia Seconda serie (11 unità)              | tra il 1995/1997       | Cantieri Navali del Golfo di Gaeta - Intermarine di Sarzana.            | 94 t         | 26.8 m    | 43               |
| G.102             | Miccoli                       |                                        | Classe Corrubia Seconda serie (11 unità)              | tra il 1995/1997       | Cantieri Navali del Golfo di Gaeta - Intermarine di Sarzana.            | 94 t         | 26.8 m    | 43               |
| G.103             | Trezza                        |                                        | Classe Corrubia Seconda serie (11 unità)              | tra il 1995/1997       | Cantieri Navali del Golfo di Gaeta - Intermarine di Sarzana.            | 94 t         | 26.8 m    | 43               |
| G.104             | Apruzzi                       | Classe Corrubia Terza serie (12 unità) |                                                       | Intermarine di Sarzana | 94 t                                                                    | 26.8 m       | 43        |                  |
| G.105             | Ballali                       | Classe Corrubia Terza serie (12 unità) |                                                       | Intermarine di Sarzana | 94 t                                                                    | 26.8 m       | 43        |                  |
| G.106             | Bovienzo                      | Classe Corrubia Terza serie (12 unità) |                                                       | Intermarine di Sarzana | 94 t                                                                    | 26.8 m       | 43        |                  |
| G.107             | Carreca                       | Classe Corrubia Terza serie (12 unità) | 1998                                                  | Intermarine di Sarzana | 94 t                                                                    | 26.8 m       | 43        |                  |
| G.108             | Conversano                    | Classe Corrubia Terza serie (12 unità) | 1998                                                  | Intermarine di Sarzana | 94 t                                                                    | 26.8 m       | 43        |                  |
| G.109             | Inzerilli                     | Classe Corrubia Terza serie (12 unità) | 1999                                                  | Intermarine di Sarzana | 94 t                                                                    | 26.8 m       | 43        |                  |
| G.110             | Letizia                       | Classe Corrubia Terza serie (12 unità) |                                                       | Intermarine di Sarzana | 94 t                                                                    | 26.8 m       | 43        |                  |
| G.111             | Mazzarella                    | Classe Corrubia Terza serie (12 unità) |                                                       | Intermarine di Sarzana | 94 t                                                                    | 26.8 m       | 43        |                  |
| G.112             | Nioi                          | Classe Corrubia Terza serie (12 unità) |                                                       | Intermarine di Sarzana | 94 t                                                                    | 26.8 m       | 43        |                  |
| G.113             | Partipilo                     | Classe Corrubia Terza serie (12 unità) |                                                       | Intermarine di Sarzana | 94 t                                                                    | 26.8 m       | 43        |                  |
| G.114             | Puleo                         | Classe Corrubia Terza serie (12 unità) |                                                       | Intermarine di Sarzana | 94 t                                                                    | 26.8 m       | 43        |                  |
| G.115             | Zanotti                       | Classe Corrubia Terza serie (12 unità) |                                                       | Intermarine di Sarzana | 94 t                                                                    | 26.8 m       | 43        |                  |

### Vedetta
| Immagine | Classe                                                    | Numero Unità | Anno di costruzione | Cantiere navale di costruzione | Dislocamento | Lunghezza | Velocità in nodi |
| -------- | --------------------------------------------------------- | ------------ | ------------------- | ------------------------------ | ------------ | --------- | ---------------- |
|          | V. 7000                                                   | 12           | 2019 / 2020         | FB Design                      |              | 18.8 m    | 54               |
|          | V. 800 II serie                                           | 4            | 2013/2014           | FB Design                      |              | 15.72 m   | 50               |
|          | V. 800 I serie                                            |              | 2011/2012           | FB Design                      | 16.89 t      | 13.69 m   | 50               |
|          | V 3000                                                    | 9            | 2011                | FB Design                      | 6 t          | 11.85 m   | 50               |
|          | V 2000 (idrogetto) Il Serie                               | 38           | 2007/2010           | Intermarine                    | 11.05 t      | 13.20 m   | 45               |
|          | V 2000 (idrogetto) I Serie                                | 14           | 2005/2007           | Intermarine                    | 11.05 t      | 13.20 m   | 45               |
|          | Classe Falco V600                                         | 35           | 2003                | FB Design                      | 3.3 t        | 10.4 m    | 54               |
|          | Classe 6000 Levriero                                      | 12           | 2001                | Intermarine, FB Design         | 15.80 t      | 16.4 m    | 70               |
|          | Classe 5000                                               | 20           | tra 1994 e 2001     | Moschini S.p.A. Fano           | 27 t         | 16.2 m    | 52               |
|          | V. 900 ( Gommone Zodiac Hurricane H 940 MACH II )         |              |                     |                                |              |           |                  |
|          | Classe V. 1100 ( Gommone Zodiac Hurricane H1100 MACH II ) |              |                     |                                |              |           |                  |
|          | Classe V.A.I. 100                                         |              |                     |                                |              |           |                  |
|          | Classe 300 V.A.I.                                         | 2            |                     |                                |              |           |                  |

## Naviglio non operativo della Guardia di finanza

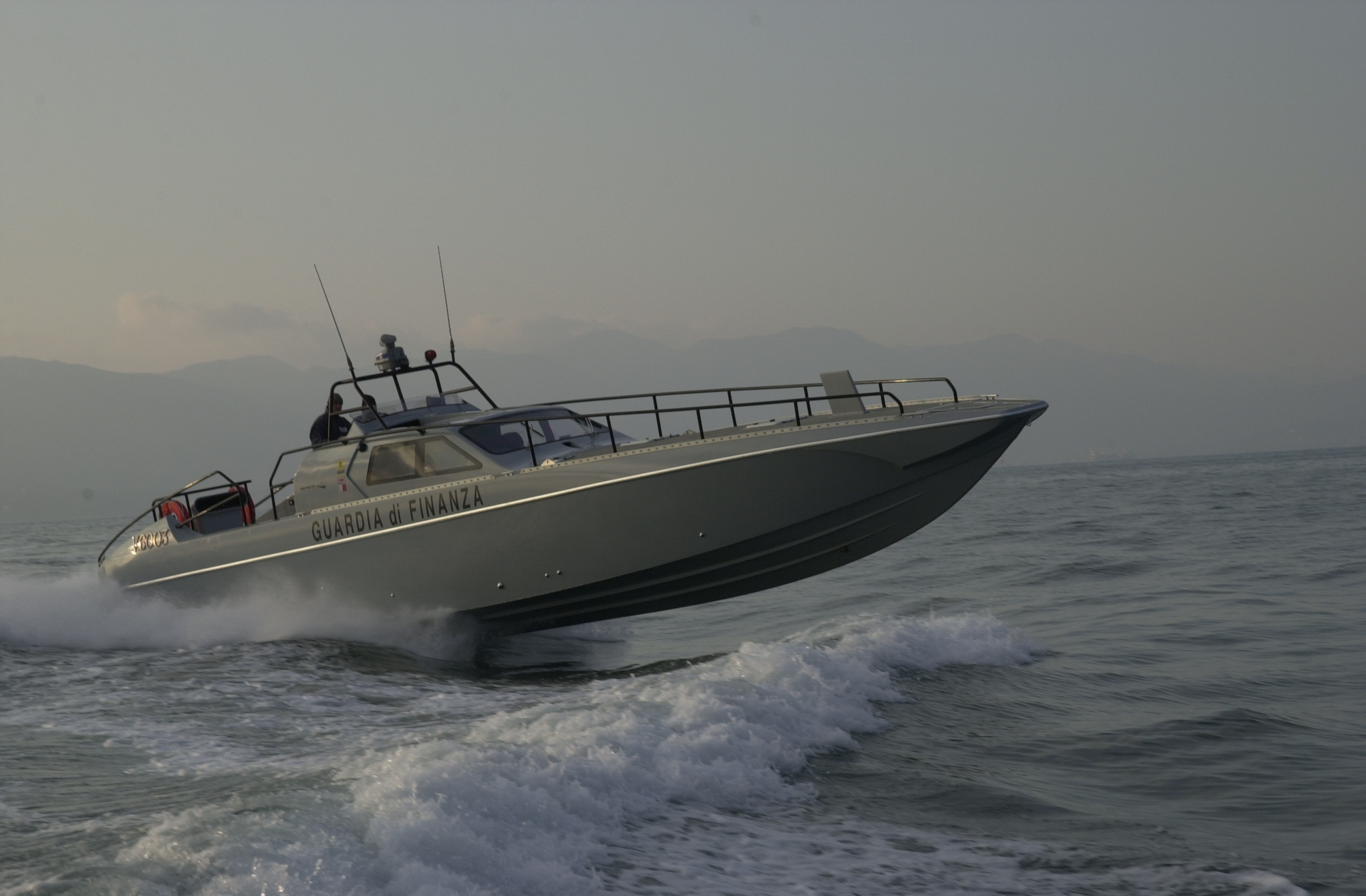
Motovedetta classe Levriero

| Nome         | Immagine | Tipo         | Anno di costruzione | Cantiere navale di costruzione       | Dislocamento | Lunghezza | Velocità in nodi |
| ------------ | -------- | ------------ | ------------------- | ------------------------------------ | ------------ | --------- | ---------------- |
| Giorgio Cini |          | Nave scuola  | 1970                | Cantieri Navali Lucchese - Venezia   | 770 t        | 54 m      | 13,5             |
| Grifone      |          | Unità a vela | 2002                | Sarasota Shipyards (Florida)         | 47 t         | 28,42     |                  |
| Grifone IV   |          | Unità a vela | 1991                | Beneteau – Hilaire de Riez (Francia) | 14 t         | 15,50     | 8                |
| Grifone III  |          | Unità a vela | 1987                | Ambrosi Cocogno - Lavagna            | 24 t         | 16,45     | 10               |